# 嚴敦爗
嚴敦爗（1911年—1950年7月11日）， 上海市人，輪船招商局海辰輪報務主任，1949年奉命停泊高雄港，船長張丕烈因招商局未予宿舍令安置眷屬，又港口檢查過嚴，致萌生叛變的念頭。
1949年12月，船長張丕烈與嚴敦爗密謀將船開往大陸，嚴敦爗勸說船員跟從，但因船員不為所動而作罷。1950年1月，張丕烈、嚴敦爗擔任海遼輪往返日本運務，期間泊日本吳港，復由嚴敦爗遊說船員，因中華民國海軍海上封鎖，並且輪船電報管制嚴格再次作罷。
返台後張丕烈與嚴敦爗遭到密報檢舉，1950年3月22日由憲兵提報拘提審訊，1950年6月26日判處無期徒刑，經報請總統核示改處死刑，1950年7月11日槍決於馬場町。

## 紀念
2013年10月，北京西山國家森林公園的無名英雄廣場上立有無名英雄紀念碑，為紀念來台灣在1950年代被處決「隱避戰線烈士」而設立，嚴敦爗銘刻於紀念碑上，為中華人民共和國追認之烈士。